# Баю-Віста (Луїзіана)
Баю-Віста (англ. Bayou Vista) — переписна місцевість (CDP) в США, в окрузі Сент-Мері штату Луїзіана. Населення — 4213 особи (2020).

## Географія
Баю-Віста розташований за координатами 29°41′26″ пн. ш. 91°16′1″ зх. д. / 29.69056° пн. ш. 91.26694° зх. д. (29.690571, -91.266980).  За даними Бюро перепису населення США в 2010 році переписна місцевість мала площу 5,05 км², з яких 4,67 км² — суходіл та 0,38 км² — водойми.

## Демографія
Згідно з переписом 2010 року, у переписній місцевості мешкали 4652 особи в 1792 домогосподарствах у складі 1215 родин. Густота населення становила 922 особи/км².  Було 1925 помешкань (382/км²).
Расовий склад населення:
| - 86,0 % — білих - 7,4 % — чорних або афроамериканців - 1,8 % — корінних американців - 0,9 % — азіатів - 1,5 % — осіб інших рас |

До двох чи більше рас належало 2,2 %. Частка іспаномовних становила 4,5 % від усіх жителів.
За віковим діапазоном населення розподілялося таким чином: 24,1 % — особи молодші 18 років, 63,0 % — особи у віці 18—64 років, 12,9 % — особи у віці 65 років та старші. Медіана віку мешканця становила 38,1 року. На 100 осіб жіночої статі у переписній місцевості припадало 99,2 чоловіків;  на 100 жінок у віці від 18 років та старших — 100,8 чоловіків також старших 18 років.
Середній дохід на одне домашнє господарство  становив 53 551 долар США (медіана — 39 907), а середній дохід на одну сім'ю — 67 825 доларів (медіана — 52 300). Медіана доходів становила 50 929 доларів для чоловіків та 25 960 доларів для жінок. За межею бідності перебувало 24,0 % осіб, у тому числі 26,8 % дітей у віці до 18 років та 11,3 % осіб у віці 65 років та старших.
Цивільне працевлаштоване населення становило 2145 осіб. Основні галузі зайнятості: мистецтво, розваги та відпочинок — 13,6 %, роздрібна торгівля — 12,4 %, сільське господарство, лісництво, риболовля — 10,7 %, виробництво — 9,6 %.